# Zbraslav (Brno-vidéki járás)
Zbraslav település Csehországban, a Brno-vidéki járásban. Zbraslav Stanoviště, Újezd u Rosic, Rudka, Zálesná Zhoř, Litostrov és Příbram na Moravě településekkel határos. Lakosainak száma 1277 fő (2024. január 1.).

## Népesség
A település lakosságának változását az alábbi diagram mutatja:
| Lakosok száma | 900  | 990  | 1231 | 1271 | 1238 | 1197 | 1253 | 1256 | 1285 | 1277 |
|               | 1869 | 1890 | 1921 | 1950 | 1980 | 2001 | 2017 | 2019 | 2022 | 2024 |